# Jorge Muñiz Luna
Jorge Muñiz Luna (Cusco, 30 de diciembre de 1907-Lima, 2 de diciembre de 1999) fue un general del Ejército del Perú y político peruano. Fue ministro de Guerra de 1980 a 1981, en el segundo gobierno de Fernando Belaúnde Terry.

## Biografía
Nació en el Cusco el 30 de diciembre de 1907. En 1927 ingresó como cadete a la Escuela Militar de Chorrillos, de donde egresó en 1931 con el grado de alférez de artillería y como espada de honor.
Sirvió en diferentes guarniciones del Perú. Fue instructor de artillería en la Escuela de Oficiales de Chorrillos. Viajó a Venezuela para dictar cursos de su especialidad. Luego de cinco años, regresó a su patria para reincorporarse al Ejército. Fue nombrado director de estudios de la Escuela de Artillería.
En 1950 fue enviado a Arequipa con la misión de establecer el Colegio Militar Francisco Bolognesi, que inició sus funciones en 1952, siendo nombrado director del mismo. Allí realizó una labor que fue reconocida como muy destacada.
Ya con el grado de coronel fue nombrado Director de la Escuela Militar de Chorrillos (1956-1958).
En 1960 ascendió a general de brigada. Luego fue nombrado comandante general de la quinta región militar. En 1965 ascendió a general de división y fue nombrado comandante general de la segunda región militar
Estaba ya en retiro, cuando el 28 de julio de 1980 juró como ministro de Guerra, al iniciarse el segundo gobierno del arquitecto Fernando Belaúnde Terry.
Durante su gestión al frente del Ministerio de Guerra, sucedió el conflicto del Falso Paquisha. Su desempeño en dicho conflicto fue considerado acertado, al lograr el ejército peruano expulsar a las tropas ecuatorianas que habían invadido territorio peruano. También durante este periodo estalló la violencia terrorista de Sendero Luminoso, que primero se concentró en el departamento de Ayacucho.

## Condecoraciones
Algunas de sus condecoraciones:
- Orden Militar de Ayacucho, en el grado de Gran Oficial.
- Orden Cruz Peruana al Mérito Militar en el grado de Gran Cruz.